# Zhèn
 (mars 2023).
Si vous disposez d'ouvrages ou d'articles de référence ou si vous connaissez des sites web de qualité traitant du thème abordé ici, merci de compléter l'article en donnant les références utiles à sa vérifiabilité et en les liant à la section « Notes et références ».

Trigrammes - Yi Jing - Bāguà

|   | sin. | pinyin | on'yomi |
| ☰ | 乾   | qián   | ken     |
| ☷ | 坤   | kūn    | kon     |
| ☳ | 震   | zhèn   | shin    |
| ☴ | 巽   | xùn    | son     |
| ☲ | 離   | lí     | ri      |
| ☵ | 坎   | kǎn    | kan     |
| ☶ | 艮   | gèn    | gon     |
| ☱ | 兌   | duì    | da      |

☳ ou 震, transcrit zhèn en hanyu pinyin (romanisation du mandarin) et shin selon la lecture on'yomi (japonais), est l'un des huit trigrammes du Yi Jing, et donc une figure du Bāguà. 
Aussi appelé l'éveilleur, il est une des huit parties du bāguà et a pour image naturelle le tonnerre.
D'autres images associées au zhèn sont l'éveilleur, le dragon, le fils ainé, le pied, le jaune foncé, une grande rue, un roseau ou un jonc.